# Celleporaria mordax
Celleporaria mordax är en mossdjursart som först beskrevs av Ernst Marcus 1937.  Celleporaria mordax ingår i släktet Celleporaria och familjen Lepraliellidae.
Artens utbredningsområde är Mexikanska golfen. Inga underarter finns listade i Catalogue of Life.